# هندريك كاريه
هندريك كاريه هو رسام هولندي، ولد في 2 أكتوبر 1656 في أمستردام في هولندا، وتوفي في 7 يوليو 1721 في لاهاي في هولندا.